# Björn Nordberg
Björn Nordberg (* 21. Juni 1966) ist ein ehemaliger Fußballspieler. Der Torwart bestritt seine höherklassige Karriere ausschließlich bei Halmstads BK.

## Werdegang
Nordberg kam von BK Start Anfang 1984 zu Halmstads BK in die Allsvenskan. Zunächst war er dort hinter Eggert Gudmundsson Ersatztorhüter, im Laufe der Spielzeit 1986 verdrängte er ihn jedoch zwischen den Pfosten. Jedoch war er nur knapp ein Jahr Stammtorhüter, nach einer Verletzung beerbte ihn jedoch der neu verpflichtete Thomas Lansing ab Ende Juni 1987. Nach dem Abstieg in die zweite Liga am Ende der Spielzeit war er ab 1988 wieder Stammspieler. Unter Trainer Stuart Baxter stieg er mit der Mannschaft am Saisonende direkt wieder auf und verpasste an der Seite von Stefan Lindqvist, Jonas Dahlgren, Torbjörn Arvidsson und Tommy Frejdh als Tabellenfünfter am Ende der Spielzeit 1989 nur knapp die Endrunde um den schwedischen Meistertitel. Die Mannschaft bestätigte den Erfolg nicht, am Ende der Spielzeit 1991 stand der Wiederabstieg in die Zweitklassigkeit. 
Anschließend etablierte sich der vormalige Ersatztorhüter Håkan Svensson als Stammtorhüter, beim direkten Wiederaufstieg Ende 1992 bestritt Nordberg lediglich zwei Saisonspiele. Bis zum Ende der Spielzeit 1998 bestritt er anschließend insgesamt noch zwölf Ligaspiele in der Allsvenskan. Bei der Meisterschaft 1997 war er ohne Spieleinsatz geblieben, ebenso stand Svensson beim Sieg im  Landespokal 1995 im Tor. Einzig beim UEFA Intertoto Cup und im UEFA-Pokal war er häufiger im Einsatz. Im Juli und August 1998 vertrat er den verletzten Svensson, darunter fielen Ende Juli die Spiele in der Qualifikation zur UEFA Champions League gegen den bulgarischen Vertreter Litex Lowetsch, bei der die Mannschaft nach einer 0:2-Hinspielniederlage trotz eines 2:1-Rückspielerfolges ausschied. Beim 3:0-Erfolg über Trelleborgs FF am letzten Spieltag am 8. November 1998 wurde er zum Abschied wenige Minuten vor Spielende eingewechselt, in der Nachspielzeit verschoss er einen Strafstoß.
Anschließend ließ Nordberg bei Ullareds IK im Amateurbereich seine Karriere ausklingen. Später war er als Torwarttrainer im unterklassigen schwedischen Fußball tätig.